# 金佛山
金佛山是世界自然遗产，位于重庆南部南川区境内，属大娄山山脉，由金佛、箐坝、柏枝三山组成。金佛山主峰风吹岭海拔2251米，每年积雪期长达4个月之久，也是大娄山脉最高峰。在夏秋晚晴的时候，落日斜晖把层层山崖映染得金壁辉煌，如一尊尊金身大佛闪射出万道霞光，异常壮观而美丽，“金佛山”也因此而得名。

## 荣誉
同时集国家级重点风景名胜区、国家级森林公园、国家级自然保护区、国家级自然遗产、全国科普教育基地、中国最具影响力旅游景区、全国文明旅游景区等“八顶国家级桂冠”的大型景区，以其生物多样性特点和独特的喀斯特地貌特征被列入世界自然遗产名单。同时正在积极申报“中国国家级地质公园”与“国家级地质地貌自然保护区”等荣誉称号。